# 医灵堂
20°53′53″N 110°04′50″E / 20.89806°N 110.08056°E
医灵堂位于中国广东省雷州市白沙镇白沙村，是祀奉神农氏的庙宇，1992年被列为海康县文物保护单位，2003年被列为湛江市文物保护单位，2010年被列为广东省文物保护单位。
医灵堂始建于宋代，明万历二十年（1592年）重建，清同治三年（1864年）重修，现存山门、拜亭、正殿及东西庑。
- 山门
- 正殿
- 碑刻